# Katherine Wang
Katherine Wang (Estados Unidos, 7 de noviembre de 1985) es una actriz estadounidense de origen taiwanés.

## Filmografía

### Dramas
- Falling Love With Me (TTV/CTV, 2014)
- Just You (STTV, 2013)
- Lady Maid Maid (SETTV, 2012)
- Once Upon a Love (FTV, 2012)
- Devil Beside You (CTV, 2005)
- Lover of Herb (TVBS, 2004)

### Películas
- Saving Mother Robot (2013)
- Summer Holiday (2000)

## Actividades
- "D-Mop + Walt Disney caridad."
- "MTV concierto el pueblo de Dios."
- "MTVGALA PARTY"
- "Relojes CK caen conferencia de prensa de la moda."
- "Taipei Pop Music Festival"
- "Actividad Fair SONY"
- "Nueva conferencia de prensa anuncio Ettusais.

## Vídeos musicales
- Wang Lee Hom - No
- Sun Nan - Chemistry Effect
- Nicky Lee - Free (2012)
- Cascabeleo - ordinario la dependencia

## Anuncios
- Feisu era viruela nadie es perfecto de los Estados Unidos ".
- 7-11 Oden
- McDonald
- Taishin Banco
- Sunsilk Champú Ginseng
- Taiwan Mobile
- Cosméticos Choc Chic